# WBBE 91...95
Die Tenderlokomotiven WBBE 91...95 waren Lokomotiven der Achsfolge D, die von Orenstein & Koppel 1925–1927 für die Centralverwaltung für Secundairbahnen Herrmann Bachstein gebaut wurden. Sie wurden in etwa zeitgleich mit den ELNA-Lokomotiven entworfen.
Sie wurden für die von Bachstein betriebene Weimar-Berka-Blankenhainer Eisenbahn beschafft, waren aber auch bei anderen Bachstein-Bahnen im Einsatz. 1949 gelangten sie zur Deutschen Reichsbahn und erhielten die Betriebsnummern 92 6480, 6582 und 6583. Sie waren bis 1968 im Einsatz und wurden dann ausgemustert sowie verschrottet.

## Geschichte und Einsatz

### Privatbahnen
Die Centralverwaltung für Secundairbahnen Herrmann Bachstein (CV) besaß oder betrieb eine Vielzahl an Privatbahnstrecken, vor allem in Mitteldeutschland. Durch die Einführung der Reichsmark 1924 hatte die CV mehr Möglichkeiten der Anlagevermögensplanung und bestellte 1925 bei Orenstein & Koppel eine vierfach gekuppelte Lokomotive zum Einsatz auf der Weimar-Berka-Blankenhainer Eisenbahn, auf der die CV die Betriebsführung innehatte. Der Auftraggeber wollte eine im Vergleich mit der ELNA 6 leistungsstärkere und vielseitig einsetzbarere Lokomotive.
Orenstein & Koppel konstruierte daher eine völlige neue Lokomotive, die noch 1925 ausgeliefert wurde. Da sie in der Unterhaltung anspruchslos war, bestellte der Auftraggeber 1927 zwei weitere Maschinen dieses Typs. Diese waren vom Rahmen her gegenüber dem ersten Exemplar verstärkt ausgeführt. Das führte zu einer geringen Gewichtserhöhung. Die Lokomotiven wurden gelegentlich an andere Bahnen wie die Greußen-Ebeleben-Keulaer Eisenbahn vermietet.

### Deutsche Reichsbahn 92 6480, 6582 und 6583
Alle Lokomotiven überstanden den Zweiten Weltkrieg und wurden 1949 von der Deutschen Reichsbahn übernommen. Dabei erhielten sie die Betriebsnummern 92 6480, 6582 und 6583. Die Nummernspreizung erfolgte, weil die erste Lokomotive eine geringere Achslast besaß.
92 6480 war 1950 in Gotha stationiert und blieb dort bis 1953. Danach kam sie nach Nordhausen und nach Görlitz, wo sie 1959 abgestellt und 1962 ausgemustert wurde.
92 6582 war bei Umzeichnung ebenfalls in Gotha stationiert und kam 1953 nach Weimar, wo sie bis zu ihrer Ausmusterung 1968 blieb.
92 6583 war bei Umzeichnung in Weimar stationiert, wurde 1953 nach Gotha und ab 1962 bis zu ihrer Ausmusterung 1965 in Nordhausen beheimatet.

## Technische Merkmale
Von ihrem Äußerem her besaßen die Lokomotiven eine typische Architektur von O&K-Lokomotiven, was sich besonders an der geneigten Rückfront, den Kesselaufbauten mit großem Dampf- und Speisedom und ausnahmsweise runden Sanddomen sowie der Führerhausgestaltung zeigte.
Die Lok besaß einen Blechrahmen, er war von der vorderen bis hinteren Pufferbohle durchgängig ausgebildet. Sie besaß seitliche Wasserkästen, die Kohlen wurden in einem Behälter hinter dem Führerstand gebunkert. Nach dem Zweiten Weltkrieg haben die Kohlenkästen Aufsätze für die Feuerung mit Braunkohle erhalten. Die Achsen des Laufwerkes waren fest im Rahmen gelagert. Der dritte Radsatz des Laufwerkes wurde angetrieben. Der Kreuzkopf war einschienig ausgeführt, als Steuerung der Dampfmaschine diente eine Heusinger-Steuerung. Der Hersteller hat die Steuerungswelle dafür unterhalb des Rahmens angeordnet, sodass sich für die Wartung keine Nachteile ergaben.
Der Kessel lang frei auf dem Rahmen. Er soll verdampfungsfreudiger als der der ELNA 6 gewesen sein und das bei einer kürzeren Rohrlänge. Er arbeitete nach dem Heißdampfverfahren. Er bestand aus zwei Schüssen; der vordere trug den Speisedom und der hintere den Dampfdom. Zur Kesselspeisung wurde eine Dampfstrahlspeisepumpe von Knorr mit Oberflächenvorwärmer und eine Strahlpumpe verwendet. Ursprünglich lag der Vorwärmer bei allen drei Lokomotiven längs vor dem Wasserkasten auf dem linken Umlaufblech. Die 92 6582 erhielt bei der Deutschen Reichsbahn den Vorwärmer quer zur Fahrtrichtung vor der Rauchkammer. Diese war relativ kurz ausgeführt und trug einen langen, konischen Schornstein. In Höhe des Speisedoms war am unteren Rand des Kessels ein Schlammtopf mit Abschlammschieber Bauart Strube angeordnet. Der Stehkessel reichte mit seiner Unterkante bis zur Rahmenoberseite und war mit einer kupfernen Feuerbüchse sowie einem Sicherheitsventil der Bauart Ramsbotton ausgerüstet.
Zwischen dem Speisedom und dem Dampfdom war ein Läutewerk der Bauart Latowski untergebracht. Auf dem Führerhaus war eine Signalpfeife vorhanden. Gesandet wurde die Lok von zwei Sandkästen, sie waren verhältnismäßig klein und saßen zwischen Speisedom und Rauchkammer sowie zwischen Dampfdom und Führerhaus. sie besaß pro Triebwerksseite vier Fallrohre, die die erste und vierte Achse von vorn und hinten sandeten. Die Loks besaßen bereits ab 1930 eine elektrische Beleuchtung mit einem Turbogenerator. Sie besaßen die Indirekte Bremse von Knorr, durch sie wurden lediglich die zweite und die dritte Achse von vorn abgebremst. Die zweistufige Luftpumpe dafür war auf der rechten Lokseite vor dem Wasserkasten angeordnet. Ursprünglich mit Stangenpuffer ausgerüstet, wurden diese bei der Deutschen Reichsbahn auf Hülsenpuffer umgebaut.